# Inside (film, 2023)
Pour les articles homonymes, voir Inside.
 (septembre 2023).
Si vous disposez d'ouvrages ou d'articles de référence ou si vous connaissez des sites web de qualité traitant du thème abordé ici, merci de compléter l'article en donnant les références utiles à sa vérifiabilité et en les liant à la section « Notes et références ».
Pour plus de détails, voir Fiche technique et Distribution.
Inside (It Lives Inside) est un film d'horreur américain réalisé par Bishal Dutta et sorti en 2023.

## Synopsis
Tamira est devenue étrange et bizarre à cause d'un bocal qu'elle a récupéré et qui renferme une créature carnivore terrifiante qu'il faut nourrir. Et tant que celle-ci est enfermée, tout va bien. Or Tamira va demander de l'aide à Sam, sa meilleure amie, une adolescente sans histoire, mais cette dernière casse le pot en verre, libérant ainsi la chose... Le Pishach, un démon mangeur de chair dans la mythologie hindoue.

## Fiche technique
- Titre original : It Lives Inside
- Titre français : Inside
- Réalisation : Bishal Dutta
- Scénario : Bishal Dutta
- Production : Raymond Mansfield, Sean McKittrick
- Sociétés de production : Neon, QC Entertainment
- Distribution : Neon
- Pays de production : États-Unis
- Durée : 99 minutes
- Langue : Anglais
- Genre : Horreur surnaturelle
- Date de sortie :
  - États-Unis : 11 mars 2023[1] (South by Southwest) ;  22 septembre 2023 (national)
  - Suisse : 3 juillet 2023 (Festival international du film fantastique de Neuchâtel)
  - France : 6 septembre 2023[2]
- Classification :
- États-Unis : PG-13 (les enfants de moins de 13 ans doivent être accompagnées d’un adulte - Accord parental)
- France : Interdit aux moins de 12 ans lors de sa sortie en salles

## Distribution
- Megan Suri (en) (VF : Marie Braam ; VQ : Marguerite D'Amour) : Sam/Samidha

- Neeru Bajwa (en) (VF : Maia Baran ; VQ : Annie Girard) : Poorna
- Gage Marsh (VF : Brieuc Lemaire ; VQ : Nicolas Poulin) : Russ
- Betty Gabriel (VF : Delphine Moriau ; VQ : Marie-Evelyne Lessard) : Joyce
- Mohana Krishnan (en) (VF : Sophie Frison ; VQ : Elisabeth Gauthier Pelletier) : Tamira

- Vik Sahay (VF : Philippe Allard) : Inesh

 Source : version québécoise (VQ) sur Doublage.qc.ca

## Production
Le 14 octobre 2021, Neon et QC Entertainment ont annoncé un partenariat pour produire un premier long métrage sans titre de Dutta, avec Megan Suri, Neeru Bajwa, Vik Sahay et Betty Gabriel. La photographie principale a commencé le même jour à Vancouver. 
Dutta s'est inspiré pour ce film de son enfance en Inde avant de déménager en Amérique du Nord. L'histoire s’est inspirée de la mythologie démoniaque indienne ainsi que par une histoire personnelle de son grand-père : Dutta a expliqué : 
Après avoir déménagé d'Inde en Amérique du Nord à l'âge de quatre ans, une grande partie de mon éducation s’est forgée à regarder des films d'horreur américains. Je me suis toujours demandé, ce que pouvaient faire des familles comme la mienne pendant que Bruce le requin déchire les eaux d'Amity, tandis que Freddy Krueger coupe des adolescents dans un paysage de rêve, et pendant que Jack Torrance poursuit son fils à travers des salles en forme de labyrinthe de l'Overlook ? Au fur et à mesure du développement du film, Inside s’est formé sa propre double identité, tout comme la mienne. C’est tout d’abord une lettre d'amour à ma communauté et à la culture qui m'a élevé, puis une expérience viscérale qui m’a permis d’inculquer la même terreur aux téléspectateurs que mes films d'horreur préférés m'ont inculquée. ».  